# Людська багатоніжка
«Людська́ багатоні́жка» (англ. The Human Centipede (First Sequence)) — нідерландський фільм жахів, який у 2009 році зняв режисер Том Сикс. Фільм розповідає історію німецького лікаря, який викрадає трьох туристів та з'єднує їх роти й ануси хірургічним шляхом, таким чином формуючи «людську багатоніжку».
У фільмі знялися Дітер Лазер в ролі доктора Гайтер, Ешлі К. Вільямс, Ешлін Єнні, Акіхіро Кітамура як його жертви. Сикс говорив, що концепція фільму виникла з жарту про покарання розбещувача малолітніх, шляхом зшивання його рота з анусом «жирного водія вантажівки». За словами режисера, на створення фільму його надихнув досвід медичних експериментів, проведених нацистами в роки Другої світової війни, наприклад злочин Йозефа Менгеле в концентраційному таборі Освенцим.
На зустрічі з майбутніми інвесторами Сикс вирішив опустити подробиці того, як саме будуть пов'язані члени багатоніжки, боячись не знайти розуміння.
Люди профінансували створення фільму, але не бачили повної картини, поки вона не була завершена. Фільм отримав змішані відгуки від критиків, але виграв кілька нагород на міжнародних кінофестивалях. Фільм вийшов в США 30 квітня 2010 року. Сиквел «Людська багатоніжка 2» вийшов 2011 року, прем'єра третьої частини відбулася 22 травня 2015 року.

## Сюжет
Дві американські туристки Ліндсі (Ешлі Христина Вільямс) і Дженні (Ешлін Єнні) подорожують по Європі. У Німеччині, в результаті поломки автомобіля і в пошуках допомоги або хоча б телефону, вони натрапляють на будинок доктора Гайтера (Дітер Лазер). Той, зі свого боку, підсипає одній дівчині у воду щось на кшталт снодійного, а іншій - робить укол в шию, внаслідок чого вони втрачають свідомість. Прокинувшись, вони знаходять себе в підвалі його будинку прив'язаними до ліжок. Крім дівчат, в приміщенні лежить ще одна людина — водій вантажівки, напередодні спійманий доктором, який вистрілив в нього дротиком зі снодійним. Гайтер незабаром повідомляє, що водій йому «не підходить», вбиває його і ховає на ділянці поряд з будинком. Незабаром на вільному ліжку з'являється нова жертва — японський турист Кацура (Акіхіро Кітамура). Доктор представляється своїм «пацієнтам»: довгий час він працював хірургом і займався розподілом сіамських близнюків, а тепер він на пенсії та зацікавився, навпаки, з'єднанням. Він вже поєднав трьох своїх собак, а тепер хоче створити людську багатоніжку. Він докладно описує процес з'єднання: рот одній людині зшивається з анальним отвором іншої, деформуються колінні чашечки, травні системи об'єднуються в одну і т. д.
Незабаром Ліндсі вдається втекти з підвалу, але доктор Гайтер знаходить її та як покарання за погану поведінку обіцяє надати їй найважче місце в багатоніжці — посередині. Кацура отримує місце спереду, Дженні — ззаду. Після закінчення операції Гайтер тренує новоспечену багатоніжку, як собаку, та годує жертв собачим кормом. Спорожнення багатоніжки проводяться через роти. Внаслідок поганих санітарних умов Дженні починає серйозно хворіти, та доктор Гайтер висловлює думку про необхідність замінити «хвостик» багатоніжки.
Через деякий час в будинок доктора стукають поліціянти Кранц (Андреас Леупольд) і Воллер (Пітер Бланкенштейн), які розслідують пропажу двох туристок, і вимагають показати їм підвал. Гайтер відправляє гостей за ордером на обшук і готується зробити їх новими жертвами експерименту. У цей час Кацура пошкоджує його ногу скальпелем, відкушує шматок шкіри з шиї, і багатоніжці вдається втекти — проте, недалеко. Втікачі знаходять раніше розбите вікно знову заскленим, Кацура б'є по ньому, летять осколки. Доктор наздоганяє втікачів, Кацура вимовляє монолог про сенс життя і сутність людини японською мовою і перерізає горло осколком. Повертаються поліціянти, план Гайтера не втілюється, він вбиває поліціянтів, але й сам гине від руки одного з них. Ліндсі й Дженні якийсь час тримаються за руки і плачуть, але незабаром Дженні вмирає. Ліндсі залишається одна між двома мерцями.

## Актори та персонажі

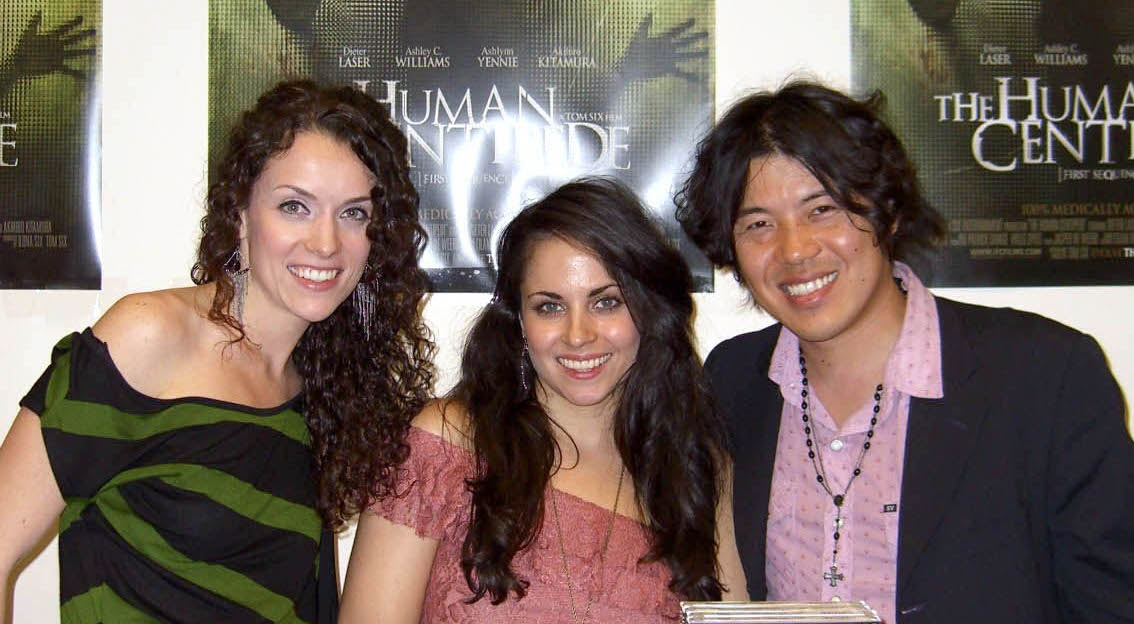
Актори фільму Ешлі Крістіна Вільямс, Ешлін Єнні й Акіхіро Кітамура 1 жовтня 2010 року.

Лазер зіграв роль доктора Йозефа Гайтера, колишнього хірурга, який спеціалізувався на поділі сіамських близнюків, але, бувши у відставці, зацікавився з'єднанням істот разом. Кастинг на роль Гайтер відбувся в Берліні, перед самим кастингом Сікс переглянув всі попередні фільми за участю Лазера. Лазер раніше з'явився в більш ніж 60 різних німецьких стрічках.
| Актор              | Роль                    |
| ------------------ | ----------------------- |
| Дітер Лазер        | доктор Гайтер           |
| Ешлі К. Вільямс    | Ліндсей                 |
| Ешлін Єнні         | Дженні                  |
| Акіхіро Кітамура   | Катсуро                 |
| Андреас Леупольд   | детектив Кранц          |
| Пітер Бланкенштейн | детектив Воллер         |
| Бернд Кострау      | «брудний» німець в авто |
| Рене де Уіт        | далекобійник            |

## Трилогія
Фільм спочатку замислювався як перша частина трилогії. Кожен фільм серії є «фільмом у фільмі»: фільм «Людська багатоніжка» є не реальною історією, а фільмом жахів, фанатом якого був неврівноважений співробітник автопарковки Мартін з фільму «Людська багатоніжка 2», водночас обидва фільми є артхаусною дилогією режисера Тома Сікса, яку дивляться герої третього фільму.
Другий фільм з циклу, «Людська багатоніжка 2», вийшов 2011 року. Головні ролі зіграли Лоуренс Р. Харві й Ешлін Єнні. Третій фільм з циклу, «Людська багатоніжка 3» вийшов 22 травня 2015 року. Фільм знімався в США. У головних ролях Дітер Лазер та Лоуренс Р. Харві. Також незабаром Сиксом заплановано випуск другої частини в кольорі.

## Пародії та вплив
Ідея фільму обігрується в першій серії дванадцятого сезону мультсеріалу «Південний парк», «Людиноайпедоніжка», де аналогічні досліди проводить компанія Apple, використовуючи Кайла Брофловскі як одного з учасників багатоніжки. Порнопародією є фільм жахів «Сексоніжка» 2011 року. Також своєрідною пародією вважається фільм Кевіна Сміта «Бивень» 2014 року.